# Китаб аль-харадж ва синаат аль-китаба
«Кита́б аль-хара́дж ва сина́ат аль-кита́ба» (араб. كتاب الخراج وصناعة الكتابة‎ — «Книга о земельном налоге и искусстве секретаря») — историческое произведение Абу-ль-Фараджа Кудамы ибн Джафара, написанное на арабском языке в X веке.
Кудама ибн Джафар (род. ок. 873 — ум. между 932 и 948) служил чиновником при дворе Аббасидов, был христианином и обратился в ислам при халифе аль-Муктафи. Он написал своё наиболее известное произведение — «Китаб аль-харадж» в 928 или 929 году (316 год хиджры). Из двух томов до наших дней сохранился только второй.
В книге имеются сведения об административном делении Арабского халифата, путях сообщения, городах, горах, реках и озёрах. Приводятся данные о карлуках, огузах, кимаках и других тюркских племенах, об их расселении, о торговых путях, идущих из Испиджаба на границе современного Южного Казахстана и Семиречья через Тараз до Иссык-Куля, о городах и населённых пунктах, расстоянии между ними. Указано, что после песков Мойынкум, расположенных на севере Тараза и Кулана, начинается государство кимаков, а на востоке Тараза начинаются владения карлуков.